# Protoavis
Die Bezeichnung Protoavis („Erster Vogel“ – zusammengesetzt aus altgriechisch πρῶτος prótos „der erste“ und lateinisch avis „Vogel“) wurde fossilen Knochenfunden verliehen, die 1984 bei Post im US-amerikanischen Bundesstaat Texas in Schichten der Dockum-Gruppe aus der Obertrias gefunden wurden. Es handelte sich um Archosauria-Überreste, die als eine primitive Vogelart beschrieben wurden – dies hätte den Ursprung der Vögel bei richtiger Zuordnung um weitere 60 bis 75 Millionen Jahre zurückversetzt.
Protoavis hat angeblich eine Größe von 35 Zentimeter erreicht, sein Alter wird mit 225 bis 210 Millionen Jahren BP angegeben. Obwohl Protoavis damit wesentlich älter als Archaeopteryx ist, soll sein Skelettaufbau dennoch wesentlich vogelähnlicher sein. Rekonstruktionen zeigen ihn als fleischfressenden Vogel, dessen Zähne am Kieferrand saßen und dessen Augen weit vorn am Schädel platziert waren – was auf eine dämmerungs- bzw. nachtaktive Lebensweise hinweist. Die Knochenfunde befinden sich jedoch in einem sehr schlechten Erhaltungszustand, es können deswegen auch keine weiteren Aussagen über sein Flugvermögen gemacht werden. Auch wenn Rekonstruktionen ihn meist befiedert zeigen, so gibt es bei eingehendem Studium des fossilen Materials hierfür keine eindeutigen Hinweise.
Die Erstbeschreibung geht davon aus, dass Protoavis tatsächlich existiert hat und die Rekonstruktion korrekt durchgeführt wurde. Fast alle Paläontologen bezweifeln, dass es sich bei Protoavis um einen Vogel handelt oder um eine eigenständige Art – für sie sind die Überreste allzu bruchstückhaft und die für Vögel typischen Synapomorphien nicht überzeugend genug. Auch die Umstände bei der Entdeckung sind nicht unbedingt vertrauensweckend – die Überreste lagen innerhalb einer wirren Anhäufung von Dinosaurierknochen und Knochen anderer Spezies verstreut. Die Fundstätte selbst deutet auf ein durch eine Sturzflut verursachtes Massensterben in einem Flussdelta.

## Umstrittener Fund
Sankar Chatterjee von der Texas Tech University war überzeugt, dass einige der zerbrochenen Knochenstücke zu zwei Individuen derselben Art gehörten, einem jungen und einem älteren Tier. Es wurden aber nur wenige Bruchstücke gefunden (ein Schädel und mehrere zu Gliedmaßen gehörende Knochen), die außerdem in ihren Proportionen nicht so recht zueinanderpassen wollten. Aus diesem Grund glauben viele Spezialisten, dass es sich bei Protoavis um ein chimärenhaftes Fossil handelt, das sich aus mehreren Organismen zusammensetzt. Die Schädelstücke dürften von einem Coelurosaurier stammen, die meisten der Gliedmaßenbruchstücke deuten auf Ceratosaurier und zumindest einige der Wirbelknochen ähneln denen eines Megalancosaurus – letzterer ist übrigens kein Dinosaurier, sondern ein avicephaler Diapside.
„Egal, wie man es auch drehen und wenden will, selbst die dem Protoavis zugewiesenen fossilen Bruchstücke stellen seine reale Existenz in Frage. Die minimale Schlussforderung lautet daher, dass Chatterjees provozierender Fund nur eine Chimäre darstellt, einen wirren Haufen längst verstorbener Archosaurier“.
Falls Protoavis denn jemals existiert haben sollte, so würde er interessante Fragen über den Zeitpunkt des Abspaltens der Vögel von den Dinosauriern aufwerfen. Der Status des Tiers muss aber solange im Dunkeln bleiben, ehe nicht besseres Beweismaterial zu Tage tritt. Überdies geben paläobiogeographische Untersuchungen zu erkennen, dass Nord- und Südamerika erst ab der Kreide von Vögeln kolonisiert wurden. Die ältesten und primitivsten evolutiven Linien unstrittiger Vögel wurden bisher alle in Eurasien entdeckt. Gewiss, die aufgefundenen Fossilreste wurden wie weiter oben bereits ausgeführt gemäß dem Ockhamschen Sparsamkeitsprinzip primitiven Dinosauriern und anderen Reptilien zugeordnet, aber sind Coelurosaurier und Ceratosaurier von den Vorfahren der ersten Vögel verwandtschaftsmäßig wirklich so weit entfernt? In mancherlei Hinsicht sind ihre Skelette recht ähnlich – dies erklärt auch, warum diese Dinosaurier mit Vogelartigen verwechselt werden konnten. So wurde z. B. auch Archaeopteryx ursprünglich für einen kleinen theropoden Dinosaurier gehalten. Zhonghe Zhou zieht folgendes Fazit:
„Protoavis stieß nie auf breiten Rückhalt und wurde auch nie ernsthaft als triassischer Vogel anerkannt ... Witmer, der das Material untersuchte und als einer der wenigen Chatterjees Theorie ernsthaft in Erwägung zog, kam zu dem Schluss, dass der Vogelstatus von P. texensis keineswegs so unumstritten ist wie es gewöhnlich von Chatterjee dargelegt wird. Er empfahl weiterhin, Protoavis bei der Diskussion um die Abstammung der Vögel in Zukunft weniger an Aufmerksamkeit zu schenken“.

## Auseinandersetzungen in Evolutionsfragen
Manchmal wird behauptet, dass Protoavis die Hypothese der Abstammung der Vögel von Dinosauriern widerlegen würde. Dies trifft jedoch nicht zu. Die einzige Konsequenz besteht darin, dass der Zeitpunkt des Aufspaltens der beiden Linien weiter in die Vergangenheit zurückweicht und dass die Dromaeosauridae in die Vogelklade mit einbezogen werden müssen. Es sei hierzu noch angemerkt, dass zum Zeitpunkt der Auseinandersetzungen um Protoavis die heute allgemein unter Ornithologen befürwortete und anerkannte evolutionsbedingte Nähe zwischen Vögeln und maniraptorischen Theropoden weitaus umstrittener war – hinzu kommt, dass die meisten Vögel aus dem Mesozoikum erst später entdeckt wurden. Selbst Chatterjee hat Protoavis herangezogen, um die enge Verwandtschaft zwischen Dinosauriern und Vögeln zu unterstützen.
„Da keine zwingenden Beweise für den Vogelstatus von Protoavis und dessen taxonomische Gültigkeit mehr übrig bleiben, mag es etwas wunderlich erscheinen, dass diese Angelegenheit so umstritten ist. Der Autor stimmt mit Chiappe dahingehend überein, dass für die Rekonstruktion des Vogelstammbaums Protoavis zum gegenwärtigen Zeitpunkt irrelevant geworden ist. Weitere Funde in der Dockum-Gruppe können diesen seltsamen Archosaurier möglicherweise retablieren, im Augenblick ist der Fall Protoavis jedenfalls erst einmal zu den Akten gelegt.“